# Puccinellia distans
Puccinellia distans là một loài thực vật có hoa trong họ Hòa thảo. Loài này được (Jacq.) Parl. miêu tả khoa học đầu tiên năm 1850.

## Hình ảnh

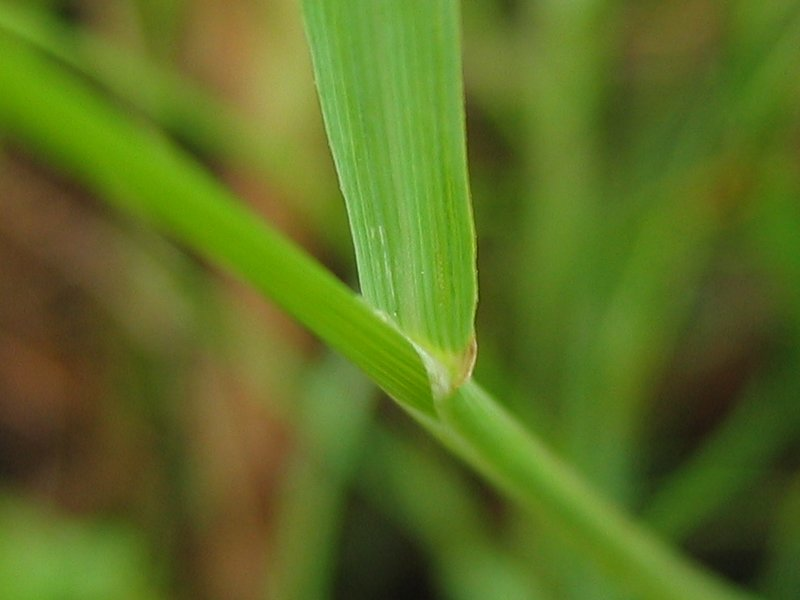
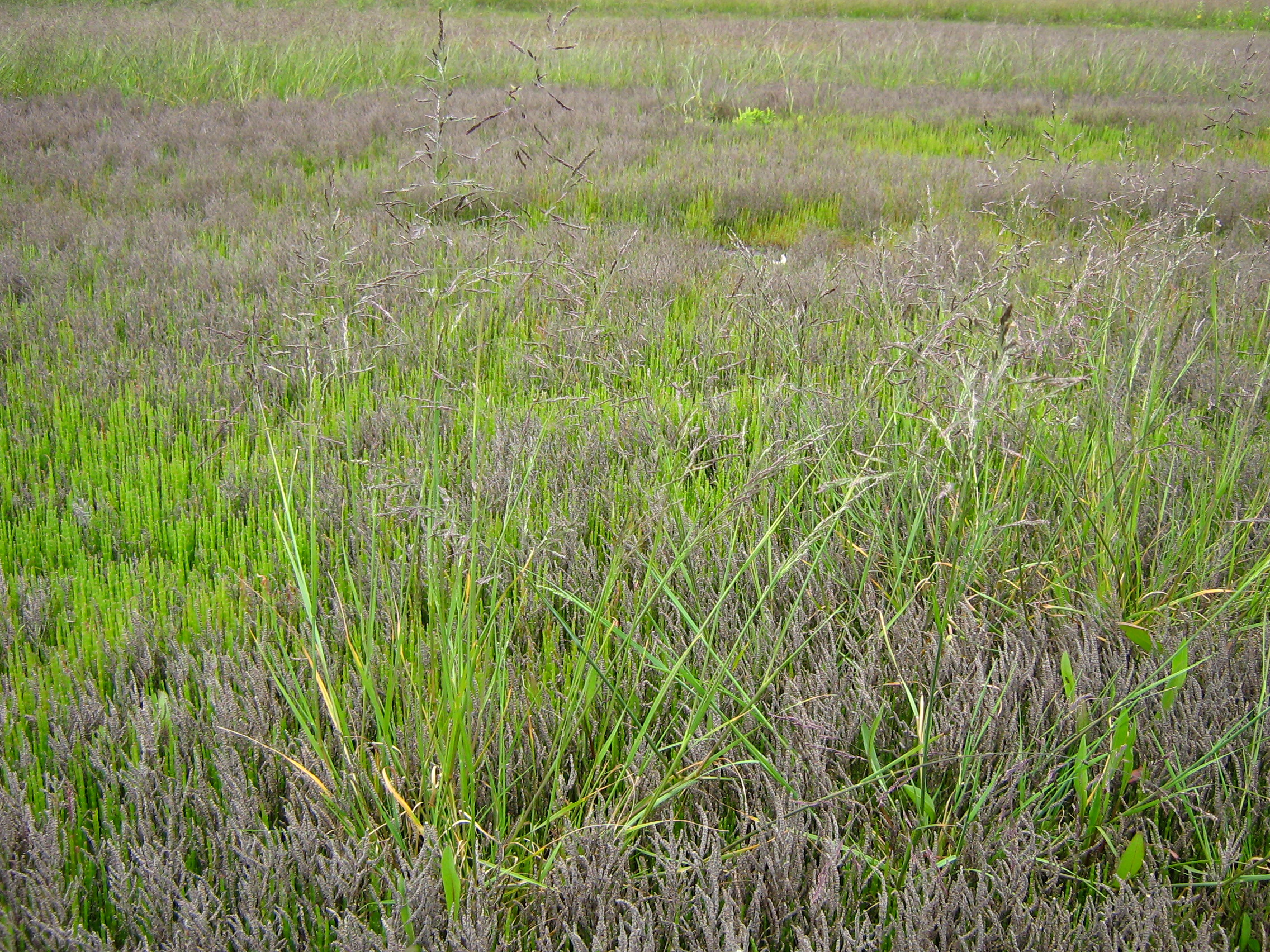
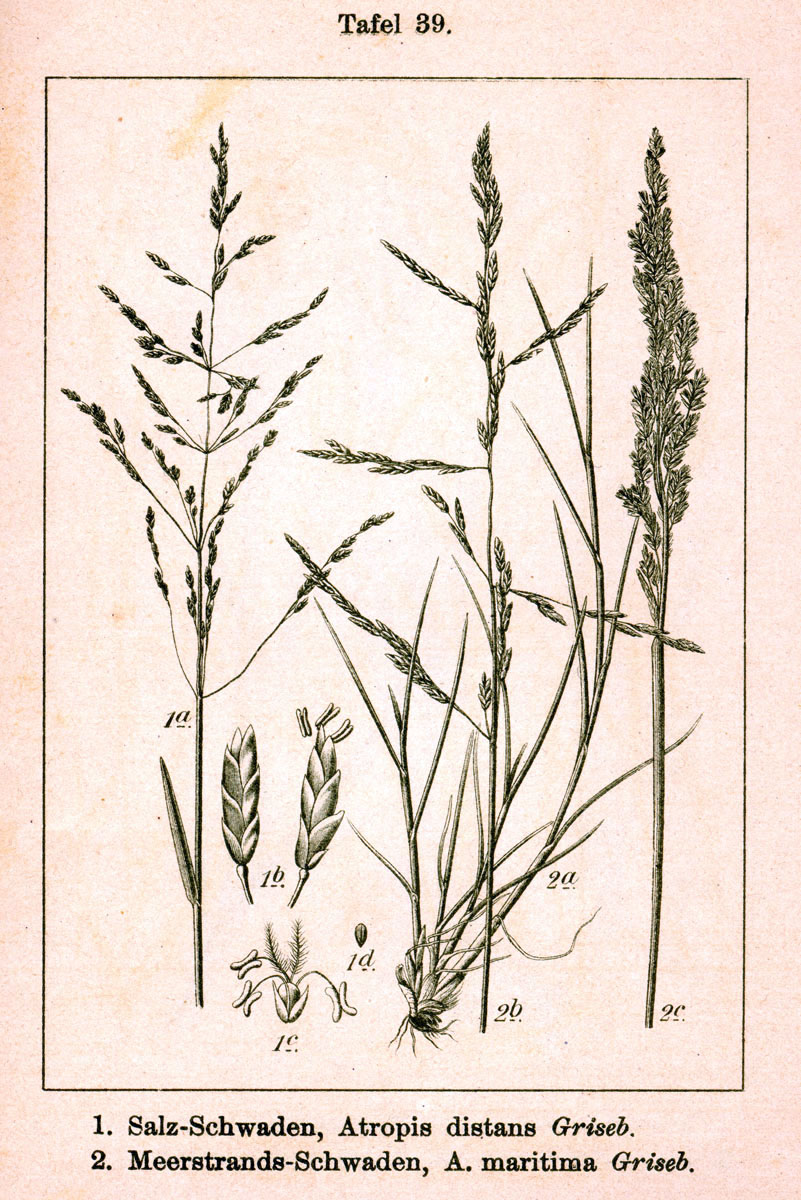
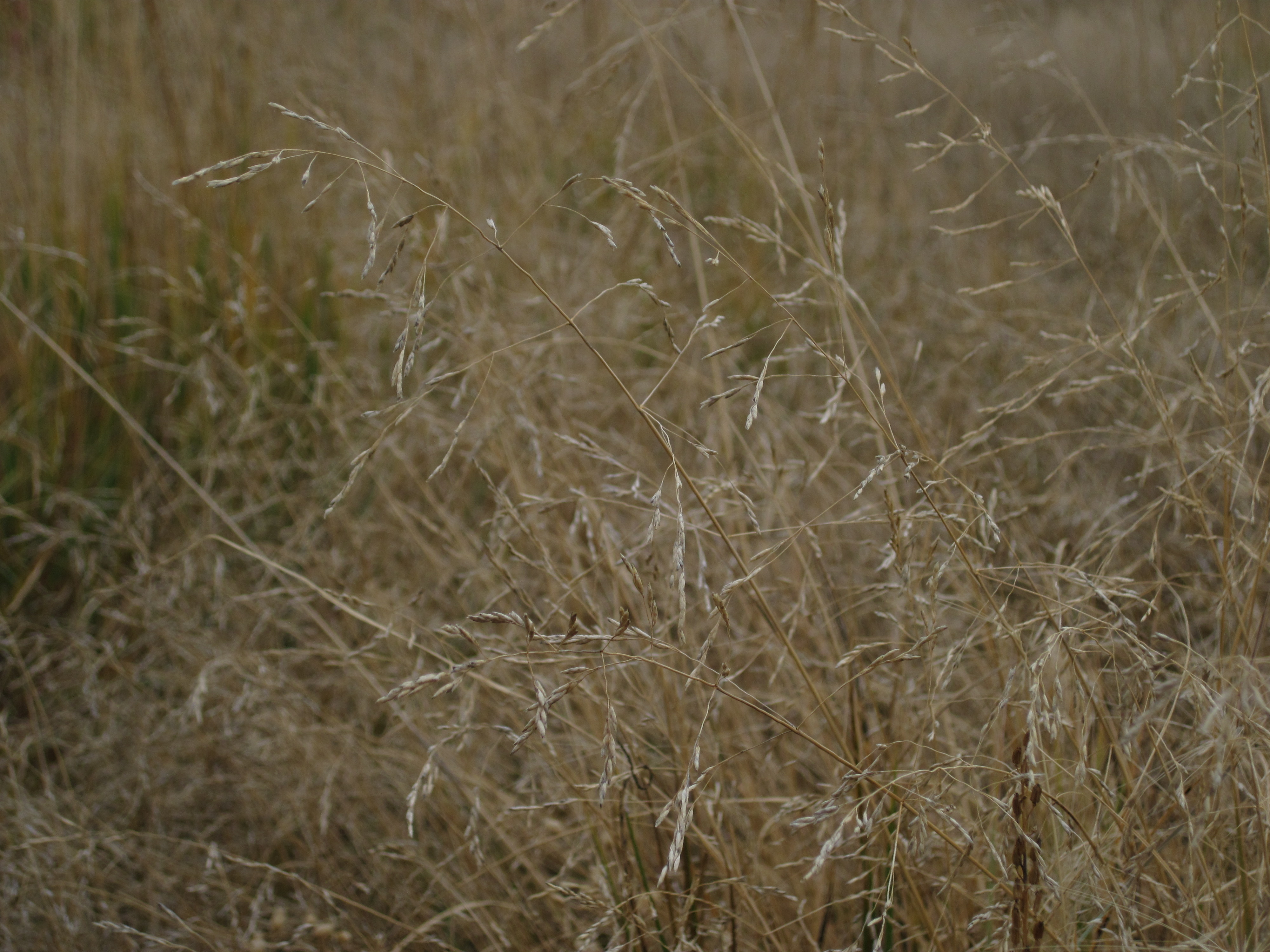